# Шёнбруннский зоопарк
Зоопа́рк Шёнбрунн (нем. Tiergarten Schönbrunn) — зоопарк на территории дворцово-паркового комплекса Шёнбрунн на окраине Вены. Основан в 1752 году в качестве императорского зверинца. Является старейшим зоопарком в мире.

## История

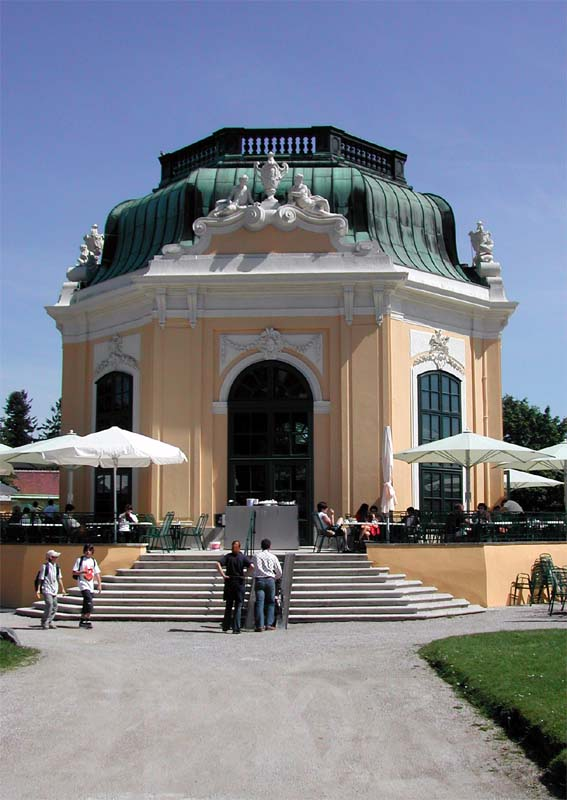
Бывший павильон для завтраков, ныне используемый в качестве кафе

Зверинец на территории нынешнего зоопарка существовал ещё в 1570 году. Однако зоопарком он стал только в XVIII веке, в 1752 году по желанию императора Франца I (1708—1765). В центре зоопарка был сооружён павильон для завтраков. Его окружали тринадцать вольеров для животных, образующих в общем плане нечто подобное тринадцати кускам разрезанного пирога.
В 1779 году зоопарк стал доступен для посещения простой публике, причём вход был бесплатным.
Император Иосиф II (1741—1790) организовывал экспедиции в Африку и обе Америки, чтобы привезти в Вену различные виды животных. В 1828 году в зоопарк был привезён жираф, что стало значительным культурным событием.
14 июля 1906 года в Шёнбрунне появился на свет первый слон, родившийся в неволе.
К началу Первой мировой войны в шёнбруннском зоопарке было 3 500 животных 712 видов. Однако из-за недостатка корма их количество вскоре сократилось до девятисот. Ещё больший урон зоопарку нанесла Вторая мировая война, когда в результате бомбардировок количество животных сократилось до четырёхсот, а многие здания были разрушены.

5 евро 2002 года — австрийская памятная монета, посвящённая 250-летию зоопарка Шёнбрунн

В 1980-е зоопарк пережил финансовый кризис, а в 1992 году был приватизирован. В 2002 году зоопарк отмечал 250-летний юбилей, в честь которого была выпущена специальная серебряная монета достоинством в 5 евро с изображением животных на фоне центрального павильона. С 1 января 2007 года директором музея является Дагмара Шраттер.

## Обитатели

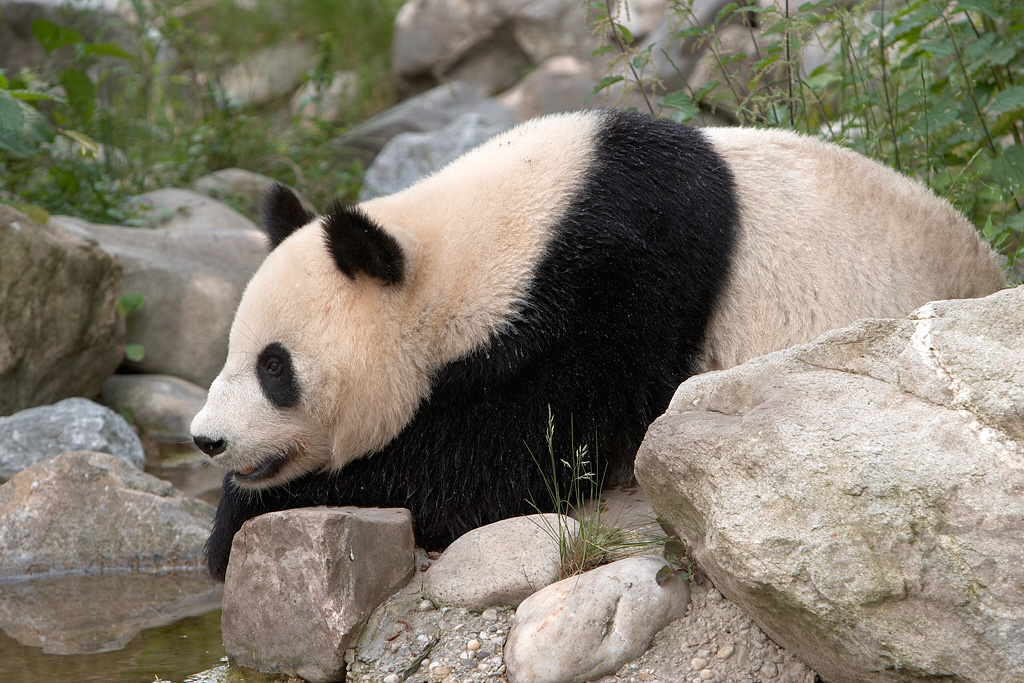
Большая панда

Зоопарк Шёнбрунн — один из немногих зоопарков, где живут большие панды. 23 августа 2007 года здесь родилась первая в Европе панда, появившаяся на свет в зоопарке без применения искусственного осеменения. Местный аквариум даёт возможность прогуляться по дну реки Амазонки, а в полариуме демонстрируются животные, обитающие в Арктике. Также имеется террариум. Проживание многих животных спонсируется из частных и корпоративных средств.

## Деятельность
Зоопарк проводит регулярные экскурсии, в том числе ночные и специальные детские. Также зоопарк можно арендовать на короткий срок. Ведётся научная деятельность. Функционирует ветеринарная клиника. Осуществляется издательская деятельность.